# Mine de Kleofas
 (mars 2025).
La mine de Kleofas est une mine souterraine de charbon située à Katowice en Pologne.
En 1986, s'est produit ici l'un des accidents les plus meurtriers en Pologne, avec 104 morts (en).